# Guy Aurenche
Pour les articles homonymes, voir Aurenche.
Guy Aurenche, né en 1946, est un avocat français, militant des droits de l'homme, président d’honneur de la Fédération internationale de l'Action des chrétiens pour l'abolition de la torture (ACAT) et ancien président du Comité catholique contre la faim et pour le développement (CCFD-Terre solidaire).

## Éléments de biographie
Guy Aurenche est avocat à la Cour d’appel de Paris de 1967 à 2007, spécialiste en droit civil et en droit pénal. Catholique engagé, il est marié et père de trois enfants.
Il est intervenu dans plusieurs procès où la défense des droits de l'homme était en cause. Il a notamment représenté l’ACAT, partie civile lors du procès du Général Paul Aussaresses et de ses éditeurs.
Guy Aurenche a aussi défendu plusieurs personnalités civiles, militaires ou religieuses rwandaises en attente d’un statut de réfugié en France après le génocide.
En revanche, en 1995, lors du procès en appel de deux religieux et d’un fidèle bouddhistes, les autorités vietnamiennes avaient refusé que la défense des accusés soit assurée par Guy Aurenche et deux autres avocats français.
Guy Aurenche est :
- conseiller au Conseil de quartier du 20e arrondissement de Paris pendant quinze ans.
- président du CCFD-Terre Solidaire élu le 19 juin 2008[2] et réélu le 7 mai 2011[3] et le 24 mai 2014[4] ; a fini son mandat le 31 août 2016.
- ancien président de l'Association des amis de La Vie
- président d'honneur de la Fédération internationale de l'action des chrétiens pour l'abolition de la torture
- membre du Comité scientifique des Semaines sociales de France
- ancien membre de la Commission française Justice & Paix, Mouvement International des Juristes Catholiques Pax Romana, « Chrétiens en forum »
- membre du Comité de parrainage de la Coordination française pour la Décennie.

## Décoration
- Officier de la Légion d'honneur, en 2016[5].

## Ouvrages publiés
- Et vous m'avez accueilli. Contributions pour une Église vivante. Avec les Amis de saint merry hors les murs . Ed Salvator. paris 2021.
- Droits humains : n'oublions pas notre idéal commun! . Ed Temps Présent . Paris . 2018
- Justice sur la terre comme au ciel - Edition Salvator - 2016.
- La solidarité, j'y crois - Bayard - 2014.
- Le pari de la fraternité, entretiens avec, François Soulage, Aimé Savard - Éditions de l’Atelier - 2012.
- Le souffle d’une vie - Albin Michel - 2011.
- La dynamique des droits de l’homme - Desclée de Brouwer - 1998.
- Avocat de l’espérance, entretiens avec Jeff Tremblay - Le Centurion - 1994.
- Bonne nouvelle à un monde torturé (Vivre et croire) - Le Centurion - 1986.
- L’aujourd’hui des droits de l’homme - Nouvelle Cité- 1980.

### Ouvrages collectifs
- Les inventions du christianisme, - Bayard Éditions Paris - 1999.
- Une Église pour le XXIe siècle en collaboration avec le groupe Paroles - Desclée De Brouwer - 2001.
- Lettres à Dieu, Calmann-Lévy, 2004.
- Nous pouvons (vraiment) vivre ensemble, - Les éditions de l’Atelier - Paris - 2012.